# Кано Тіканобу
Кано Тіканобу (7 серпня 1660, Едо — 15 лютого 1728) — японський художник періода Едо. Представник школи Кобікітьо.

## Життєпис
Син Кано Цуненобу, голови відгалуження школи Кано — Кобікітьо, і доньки Кано Ясунобу (голови іншої гілки Кано — Накабасі).
Народився в Едо в 1660 року, отримавши ім'я Дзосен. Замолоду долучився до родинної справи, навчався малювання в батька.
У 1678 став гойо-есі (придворним живописцем сьогунату).
У 1681 виконав свою першу роботу — під керівництвом батька брав участь в оформленні замка в Едо.
У 1713 після смерті батька очолив школу Кобікітьо. На замовлення сьогуна виконував розписи ширм в подарунок корейському вану і вану Рюкю.
У 1719 у віці 60 років художник отримав почесне звання «хоген», яким нагороджували діячів культури і мистецтва.
Помер 15 лютого 1728. До самої смерті мав шану сьогунату.

## Творчість
Творчість розвивалася в традиційному руслі школи Кано, водночас їй притаманні чуттєвість і досконалість зображення об'єктів. Був майстром анімалістичного жанру, часто зображував тварин, зокрема в гумористичній манері. Темами творів були класичні китайські і японські сюжети, насамперед композиції «семи мудреців». Одним з найбільш популярних був сюжет «дикі коні під вербовим деревом». Ймовірно, виконував ескізи з натури, що давало змогу художникові домагатися досить достовірного ефекту в зображенні тварин.